# Clarke megye (Iowa)
Clarke megye az Amerikai Egyesült Államokban, azon belül Iowa államban található. Lakosainak száma 9748 fő (2020. április 1.). Clarke megye Warren, Decatur, Madison, Union, Ringgold, Lucas és Wayne megyékkel határos.

## Népesség
A megye népessége az elmúlt években az alábbi módon változott:
| Lakosok száma | 9302 | 9313 | 9389 | 9325 | 9259 | 9748 |
|               | 2010 | 2011 | 2012 | 2013 | 2015 | 2020 |